# Микаел Жан
Микаел Жан (фр. Michaëlle Jean; рођена 6. септембра 1957. у Порт о Пренсу) била је 27. генерални гувернер Канаде. Краљица Елизабета II је поставила на ову функцију у септембру 2005.
Радила је као новинар на савезном јавном сервису Радио Канада и као професор на државном Универзитету у Отави. До постављења је била и држављанин Француске али се овог држављанства одрекла како би оповргла тврдње да подржава сепараратизам Квебека. Отворила је Зимске олимпијске игре 2010.
Удата је за режисера Жана-Данијела Лафона.